# Ugolino (vescovo)
Ugolino (XIII secolo – XIII secolo) fu vescovo cattolico di Noli nel tardo XIII secolo.
Intervenne nel 1292 insieme al vescovo di Savona per dirimere con esito positivo le controversie che si erano accese tra il vescovo di Alba e i suoi cittadini. Ugolino partecipò l'anno seguente al concilio provinciale a Genova.